# Diethard Köhler
Diethard Köhler (* 18. Januar 1926 in Berlin; † 30. November 1987) war ein deutscher Biologe, Ethnologe und Hochschullehrer. Er war promovierter Biologe und Professor für Botanik an der Technischen Hochschule in Darmstadt sowie Autor und Herausgeber mehrerer naturwissenschaftlicher, historischer, heimatgeschichtlicher und genealogischer Werke.

## Leben
Diethard Köhler studierte an der Georg-August-Universität Göttingen und promovierte mit der Dissertation Ueber den Einfluß unbekannter Außenfaktoren auf die Keimung des Hafers und seine Folgen für das Wachstum und die Wuchsstoffreaktion der Koleoptile 1953 zum Dr. rer. nat.
1963 wurde Diethard Köhler an der Technischen Hochschule Darmstadt zum Dozenten an der Fakultät für Chemie, Biologie, Geologie und Mineralogie berufen. Ab 1971 bis 1987 war er Professor für Botanik an der TH Darmstadt.
Er war mit der Ethnologin Brigitte Köhler geb. Früchtnicht (* 1920; † 2010) verheiratet und hatte zwei Kinder. Köhler lebte in Ober-Ramstadt.
Als Ethnologe gab er mehrere Werke heraus, die sich thematisch mit der Historie des Odenwalds und der Gegend um Darmstadt beschäftigen. Darunter fallen einige genealogische Werke, die unter anderem die Waldenserkolonie in Wembach und Hahn thematisieren.

## Publikationen
- Ein Beitrag zur Physiologie und Genetik der Geschlechtsausprägung von Cannabis sativa. In: Planta – An International Journal of Plant Biology. Springer, Berlin–Heidelberg 1961, ISSN 0032-0935, S. 150–173. (doi:10.1007/BF01895006)
- Die Wirkung des „Morphactins“ 2-Chlor-9-Fluorenol-9-Carbonsäure auf das Längenwachstum von Erbsen im Licht und im Dunkeln. In: Planta – An International Journal of Plant Biology. Springer, Berlin–Heidelberg 1968, ISSN 0032-0935, S. 50–57. (doi:10.1007/BF00388821)
- Heiratspolitik in einem Waldenserdorf (Rohrbach/Hessen). In: Forschungen und Berichte zur Volkskunde in Baden-Württemberg. Konrad Theiss Verlag, Württembergisches Landesmuseum Stuttgart 1974, S. 179–181.
- Die Bevölkerung des vorderen Odenwaldes im 18. Jahrhundert – Eine demographische Studie. In: Hessische Blätter für Volks- und Kulturforschung. Neue Folge der Hessischen Blätter für Volkskunde, Band 14. Herausgegeben von der Hessischen Vereinigung für Volkskunde, Jonas Verlag, Marburg 1982, ISSN 0175-3479, S. 103–140.
- Rodau im 18. Jahrhundert. In: 1200 Jahre Groß-Bieberau –  Beiträge zu seiner Geschichte. Herausgegeben vom Magistrat der Stadt Groß-Bieberau, Groß-Bieberau 1987, (OCLC 74938227), S. 311–328.
- Familien in Herchenrode, Ernsthofen, Neutsch, Allertshofen und Hoxhohl 1635–1750. Band V, Adreßbuch vorderer Odenwald, Ober-Ramstadt 1987, (DNB 880868171).
- Familien in Rodau, Asbach, Klein-Bieberau, Webern 1635–1750. Band II, Adreßbuch vorderer Odenwald, Ober-Ramstadt 1987, (DNB 880842164).
- Familien in Billings, Nonrod, Meßbach, Steinau, Hausen, Lichtenberg 1635–1750. Band III, Adreßbuch vorderer Odenwald, Ober-Ramstadt 1987, (DNB 880842121).
- Ausstellung – Das Amt Lichtenberg um 1750. Schriftenreihe des Museums Schloss Lichtenberg, Herausgegeben vom Museum Schloss Lichtenberg, Fischbachtal 1987, ISBN 3-923366-02-7.